# Кобозев, Иван Алексеевич
Иван Алексеевич Кобозев (1878 (1879), Симферополь — 1956, Одесса) — одесский врач-офтальмолог, профессор, Праведник народов мира.

## Биография
Иван Алексеевич Кобозев родился в семье инженера-путейца Алексея Ивановича Кобозева. Внук керченского купца I гильдии и рыбопромышленника Ивана Степановича Кобозева. Приходился внучатым племянником Н. С. Кобозеву, основателю и первому городскому голове г. Бердянска.
Брат Владимир был известным в Крыму специалистом по демографии и медицинской статистике, участвовал в организации переписей Крыма 1926 и 1936 гг.; был женат на Вере Абрамовне Двойченко, сестре героя Первой мировой войны Владимира Двойченко. Сестра Александра была замужем за Антоном Андреевичем Дзевановским, другом Дмитрия Ульянова.
Окончил медицинский факультет Таврического университета. Был учеником и коллегой знаменитого В. П. Филатова.
Во время оккупации Одессы немецко-румынскими войсками, семья профессора Кобозева скрывала сына известного одесского адвоката и героя Первой мировой войны еврейского происхождения Якова Борисовича Бродского, писателя Михаила Бродского. 16 октября 1941 г. Михаил, вместе с матерью, Ольгой Яковлевной Барановской, были арестованы румынскими войсками в числе других жителей города, подозревавшихся в еврейском происхождении. Благодаря стараниям жены профессора Кобозева, вскоре они были освобождены из тюрьмы. Были предприняты безуспешные попытки доказать русское православное происхождение матери Михаила. Мать Михаила оставила сына, с целью безопасности, в квартире Кобозевых, а вскоре пришла весть о её смерти. С тех пор он на протяжении двух лет проживал в семье Кобозевых. По воспоминаниям Михаила, Кобозевы крестили его в кладбищинской церкви Одессы и изменили ему фамилию на Барацкий.
25 апреля 2010 года Иван Алексеевич Кобозев был посмертно удостоен почетного звания «Праведник народов мира».
И. А. Кобозев был главным врачом 3-й городской больницы г. Одесса и во время войны прятал в себя в больнице раненных красноармейцев, за что был награждён орденом Красной звезды.

## Семья
Жена: Мария Фердинандовна Шлее (второй брак), дочь Фердинанда Матвеевича Шлее, крупного крымского землевладельца и конезаводчика. И. А. Кобозев познакомился со своей будущей женой во время Первой мировой войны в имении её отца в Симеизе, где она служила сестрой милосердия в госпитале.
Дети:
- Татьяна, врач-венеролог. От первого брака с врачом еврейского происхождения, погибшим в первые недели войны, имела сына Анатолия. По утверждению М.Бродского, для того, чтобы скрыть еврейское происхождение сына, вышла замуж за сына знакомых отца, племянника известного летчика, Николая Уточкина, фиктивным браком. Вскоре заключила брак с румынским лейтенантом Леонидом Порумбеску, за что в 1947 г. была осуждена на 10 лет лагерей[1].
- Анатолий был расстрелян в 1938 г.[1]
- Алексей, краснофлотец, участник ВОВ. Награждён медалью Ушакова, орденом Красного знамени, медалью «За отвагу», орденом Отечественной войны 1-й степени[1].